# Municipio de East Union (Pensilvania)
El municipio de East Union (en inglés: East Union Township) es un municipio ubicado en el condado de Schuylkill en el estado estadounidense de Pensilvania. En el año 2000 tenía una población de 1.419 habitantes y una densidad poblacional de 21 personas por km².

## Geografía
El municipio de East Union se encuentra ubicado en las coordenadas 40°53′00″N 76°07′59″O / 40.88333, -76.13306.

## Demografía
Según la Oficina del Censo en 2000 los ingresos medios por hogar en la localidad eran de $31,576 y los ingresos medios por familia eran $39,063. Los hombres tenían unos ingresos medios de $30,450 frente a los $21,212 para las mujeres. La renta per cápita para la localidad era de $18,104. Alrededor del 6,3% de la población estaban por debajo del umbral de pobreza.